# Rivera Morelos
Rivera Morelos är en ort i Mexiko.   Den ligger i kommunen Motozintla och delstaten Chiapas, i den sydöstra delen av landet, 900 km sydost om huvudstaden Mexico City. Rivera Morelos ligger 1 967 meter över havet och antalet invånare är 329.
Terrängen runt Rivera Morelos är bergig åt sydväst, men åt nordost är den kuperad. Terrängen runt Rivera Morelos sluttar norrut. Runt Rivera Morelos är det ganska tätbefolkat, med 214 invånare per kvadratkilometer. Närmaste större samhälle är Motozintla de Mendoza, 2,7 km nordväst om Rivera Morelos. I omgivningarna runt Rivera Morelos växer i huvudsak blandskog.